# Fannie Lou Hamer
Fannie Lou Hamer, nata Townsend, (contea di Montgomery, 6 ottobre 1917 – Mound Bayou, 14 marzo 1977) è stata un'attivista statunitense per il suffragio e i diritti delle donne, nonché leader nel movimento per i diritti civili.

## Biografia

### Primi anni e istruzione
Fannie Lou Townsend nacque nel 1917 nella contea di Montgomery, nel Mississippi. Nel 1919 i Townsends si trasferirono nella contea di Sunflower, Mississippi, per lavorare come mezzadri nella piantagione di W.D. Marlow. Negli inverni dal 1924 al 1930 frequentò la scuola in una stanza per i bambini dei mezzadri, aperta tra le stagioni del raccolto, adorava leggere ed eccellere nello spelling bee e nel recitare poesie, ma all'età di 12 anni dovette lasciare la scuola per sostenere gli anziani genitori. All'età di 13 anni riusciva a raccogliere dai 90 a 140 kg di cotone ogni giorno, nonostante soffrisse di poliomielite.
Fannie continuò a leggere ed interpretare la Bibbia nella sua chiesa e nel 1944, dopo che la proprietaria della piantagione scoprì che sapeva leggere, fu scelta come sua archivista. L'anno seguente sposò Perry "Pap" Hamer, un autista di trattori nella piantagione di Marlow, e rimasero lì per i successivi 18 anni.
Nel 1961 Hamer fu vittima di un'isterectomia da parte di un medico bianco senza il suo consenso durante un intervento chirurgico per rimuovere un tumore uterino. La sterilizzazione forzata era un metodo comune di controllo della popolazione nel Mississippi che prendeva di mira donne povere afroamericane. I membri della comunità nera definivano la procedura appendicectomia del Mississippi. Gli Hamer in seguito adottarono due figlie.
Si interessò al movimento per i diritti civili negli anni '50 ascoltando i leader del movimento locale alle conferenze annuali del Consiglio Regionale della Negro Leadership (RCNL), tenute a Mound Bayou, in cui si discuteva sul diritto di voto dei neri e di altre questioni relative ai diritti civili delle comunità nere della zona.

### Attivismo per i diritti civili
Il 31 agosto 1962 Hamer venne a conoscenza del diritto costituzionale al voto grazie ai volontari del Comitato di coordinamento non violento degli studenti che l'aveva visitata a Mound Bayou. Iniziò dunque a prendere provvedimenti politici diretti nel movimento per i diritti civili. Il 31 agosto si recò con altri attivisti a Indianola sperando di registrarsi per votare. Il test di registrazione, creato per impedire ai neri di votare, le chiedeva di spiegare le leggi di fatto. Non sapendo rispondere, fu rifiutata.
Al suo ritorno fu picchiata nella sua piantagione. A suo marito fu richiesto di restare fino alla fine del raccolto. Hamer si trasferì da una casa all'altra nei giorni seguenti per proteggersi. Il 10 settembre, mentre era con la sua amica Mary Tucker, fu vittima di una sparatoria da un'auto in corsa di alcuni suprematisti bianchi. Non vi furono feriti. Il giorno dopo gli Hamer si trasferirono nella contea di Tallahatchie per tre mesi, temendo una ritorsione da parte del Ku Klux Klan per il suo tentativo di registrarsi al voto. Il 4 dicembre, poco dopo essere tornata a casa, si recò al tribunale di Indianola per ripetere il test di alfabetizzazione, ma fallì e fu respinta.

#### Registrazione al voto
Il 10 gennaio 1963 Hamer fece il test di alfabetizzazione per la terza volta, superandolo e riuscendo a registrarsi nello stato del Mississippi. Tuttavia, quando tentò di votare in autunno, scoprì che la sua registrazione non le dava alcun potere effettivo di voto in quanto la contea richiedeva agli elettori di avere due entrate fiscali per il sondaggio. Questo requisito era emerso in alcuni stati (per lo più ex confederati) dopo che il diritto di voto era stato conferito per la prima volta a tutte le etnie dalla ratifica del XV emendamento della Costituzione degli Stati Uniti del 1870. Queste leggi insieme ai test di alfabetizzazione e agli atti di coercizione del governo locale furono usati contro neri e nativi americani.
Hamer iniziò ad interessarsi sempre più al Comitato di coordinamento non violento degli studenti dopo questi incidenti. Partecipò a molte conferenze sulla leadership dei cristiani del sud (SCLC) e raccolse firme per le petizioni ai fini di ottenere risorse federali per le famiglie nere povere in tutto il sud. Inoltre divenne segretaria di campo per la registrazione degli elettori e per i programmi di welfare per SNCC.

#### Brutalità della polizia
Dopo essere diventata segretaria di campo per SNCC nel 1963, Hamer decise di partecipare a una conferenza a favore della cittadinanza della Southern Christian Leadership Conference (SCLC) a Charleston, nella Carolina del Sud. Fermandosi per una pausa a Winona, nel Mississippi, alcuni attivisti entrarono in un bar locale, ma la cameriera rifiutò di servirli. Poco dopo, un poliziotto dell'autostrada dello stato del Mississippi tirò fuori il suo manganello e intimò agli attivisti di andarsene. Uno del gruppo decise di rimuovere il numero di targa dell'ufficiale e il poliziotto e un capo della polizia entrarono nel bar e arrestano il gruppo. Hamer lasciò l'autobus e chiese se potessero continuare il loro viaggio di ritorno a Greenwood. A quel punto gli ufficiali arrestarono anche lei. Una volta nella prigione della contea, i colleghi di Hamer furono picchiati dalla polizia. Hamer poi fu portata in una cella, in cui a due detenuti era stato ordinato di picchiarla usando un manganello.
Hamer fu rilasciata il 12 giugno 1963. Ebbe bisogno di più di un mese per riprendersi dalle percosse e non si riprese mai completamente. Sebbene l'incidente abbia avuto profondi effetti fisici e psicologici, tra cui un coagulo di sangue sull'occhio sinistro e danni permanenti a uno dei suoi reni, tornò in Mississippi per organizzare le unità di registrazione degli elettori, tra cui il Freedom Ballot del 1963, una finta elezione, e l'iniziativa "Freedom Summer" l'anno successivo. Inoltre invitò gli attivisti studenteschi della Tuskegee University Sammy Younge Jr. e Wendell Paris, i quali divennero importanti attivisti sotto la tutela di Hamer.

#### Partito Democratico per la Libertà e campagna per il Congresso

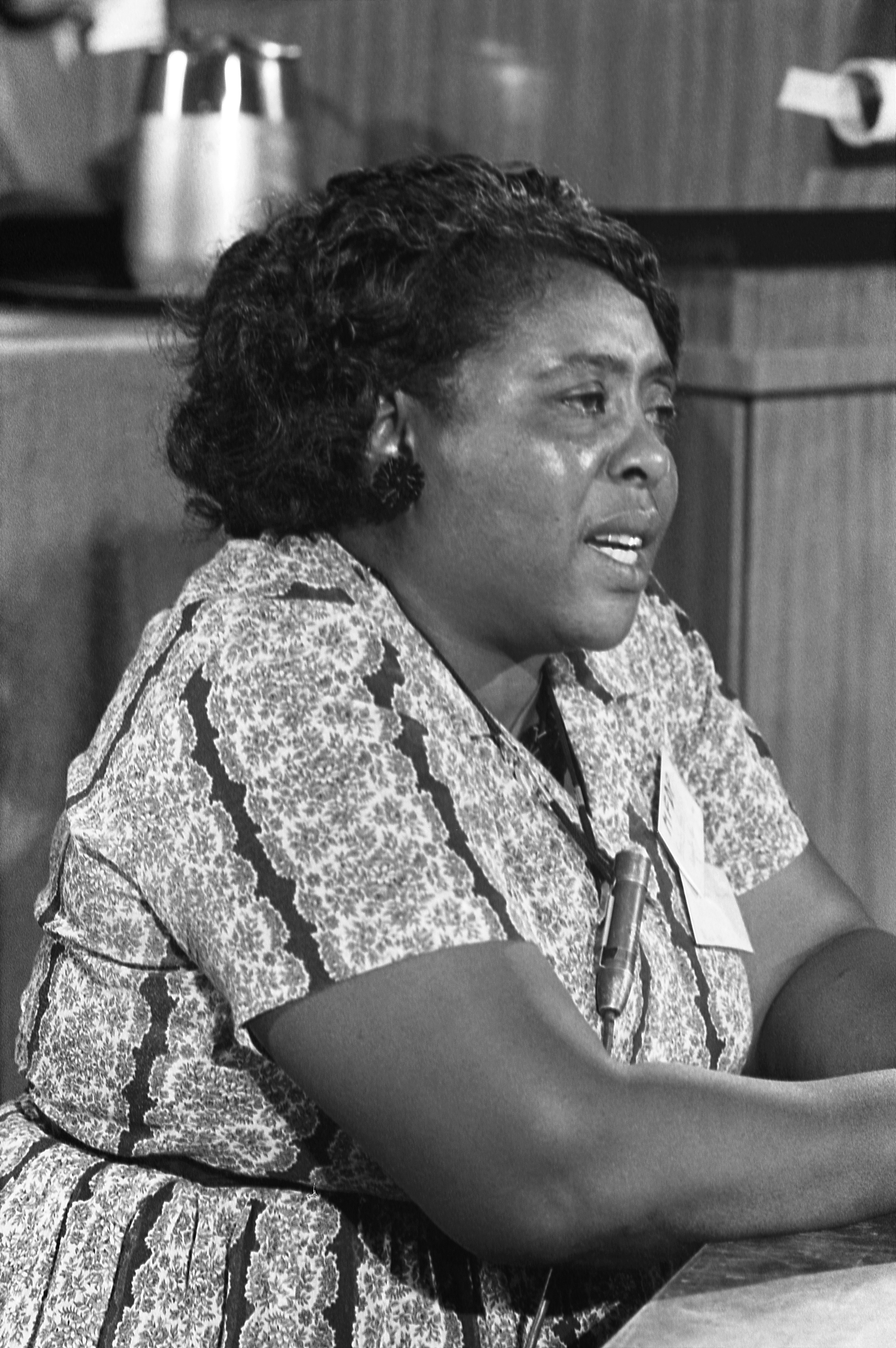
Hamer alla Democratic National Convention, Atlantic City, New Jersey, agosto 1964

Nel 1964 Hamer aiutò a cofondare il Mississippi Freedom Democratic Party (MFDP), nel tentativo di prevenire i tentativi del partito Democratico suprematista regionale di soffocare le voci afroamericane e di assicurare un partito per tutte le persone che non lo facessero rappresentare qualsiasi forma di sfruttamento e discriminazione (specialmente nei confronti delle minoranze). Dopo la fondazione della MFDP, Hamer e altri attivisti si recarono al Convegno nazionale democratico del 1964 per ottenere lo status di delegazione ufficiale dello stato del Mississippi. La testimonianza televisiva di Hamer fu interrotta a causa di un discorso programmato che il presidente Lyndon B. Johnson aveva consegnato a trenta governatori nella East Room della Casa Bianca. Tuttavia, la maggior parte delle principali reti di notizie trasmise la sua testimonianza in seguito, dandole molta attenzione.
Il senatore Hubert Humphrey cercò di proporre un compromesso a nome del presidente che avrebbe assegnato due seggi al Partito democratico per la libertà. Dichiarò che ciò avrebbe portato a un convegno riformato nel 1968. L'MFDP respinse il compromesso, con Hamer che dichiarò: "Non siamo arrivati fin qui per scendere a compromessi. Non siamo arrivati fino a questo punto per non avere due seggi quando siamo tutti stanchi. "
Nel 1968 il MFDP ottenne definitivamente il seggio al Congresso, dopo che il Partito Democratico adottò una clausola che richiedeva la parità di rappresentanza dalle delegazioni dei loro stati. Nel 1972 Hamer fu eletta delegata del partito nazionale.

### Freedom Farm Cooperative e attivismo successivo
Nel 1964 Hamer si candidò senza successo al Senato degli Stati Uniti. Continuò a lavorare su altri progetti, tra cui i programmi di base di Head Start e di Martin Luther King. Con l'aiuto di Julius Lester e Mary Varela, pubblicò la sua autobiografia nel 1967.
Hamer lottò per l'uguaglianza in tutti gli aspetti della società. La mezzadria era la forma più comune di attività post-schiavitù e di reddito nel sud. L'era del New Deal si espanse in modo che molti neri furono trasferiti fisicamente ed economicamente a causa dei vari progetti che comparvero in tutto il paese. Hamer desiderava che i neri non dipendessero più da nessun gruppo, dando loro voce attraverso un movimento agricolo.
James Eastland, un senatore bianco, era coloro che cercavano di mantenere la negligenza e la separazione degli afroamericani dalla società. La sua influenza sull'industria agricola globale spesso soppresse i gruppi minoritari per mantenere i bianchi come unica forza di potere in America. Hamer in risposta aprì la strada alla Cooperativa Freedom Farm (FFC) nel 1969, un tentativo di ridistribuire il potere economico tra i gruppi e di consolidare una posizione economica tra gli afroamericani. Allo stesso modo del collettivo Freedom Farm, Hamer collaborò con il Consiglio nazionale delle donne di colore (NCNW) per stabilire un programma di sostegno interrazziale e interregionale chiamato The Pig Project per fornire proteine a persone che in precedenza non potevano permettersi la carne.
Nel 1971 Hamer cofondò il National Women's Political Caucus, sottolineando il potere che le donne avrebbero potuto detenere agendo come maggioranza votante nel paese indipendentemente dall'etnia.

### Ultimi anni e morte
Hamer morì per complicazioni dovute ad ipertensione e cancro al seno nel 1977. Fu sepolta nella sua città natale di Ruleville. La sua lapide è incisa con una delle sue famose citazioni, "Sono stufa di essere stufa".

## Onorificenze e riconoscimenti
Hamer conseguì un dottorato in giurisprudenza presso la Shaw University e lauree honoris causa presso il Columbia College di Chicago nel 1970 e la Howard University nel 1972. Fu introdotta nella National Women's Hall of Fame nel 1993.

## Opere
- Fannie Lou Hamer, Julius Lester, and Mary Varela, Praise Our Bridges: An Autobiography, 1967[29]
- Hamer, Smithsonian Folkways Recordings, Songs My Mother Taught Me (album), 2015[40]
- Hamer (2011). The Speeches of Fannie Lou Hamer: To Tell it Like it is. University Press of Mississippi. ISBN 9781604738230. Cf.
- Lee, Chana Kai, For Freedom's Sake: The Life of Fannie Lou Hamer, 2000. ISBN 9780252069369
- Weatherford, Carole Boston, Voice of freedom. Fannie Lou Hamer: spirit of the civil rights movement. Dreamscape Media, 2016. ISBN 9781520016740